# ITF Glasgow
Das ITF Glasgow (offiziell: GB Pro-Series Glasgow) ist ein Tennisturnier der ITF Women’s World Tennis Tour, das in Glasgow, Schottland, auf Hartplatz ausgetragen wird.

## Siegerliste

### Einzel
| Jahr     | Kategorie                                | Siegerin                                 | Finalgegnerin                            | Ergebnis                                 |
| -------- | ---------------------------------------- | ---------------------------------------- | ---------------------------------------- | ---------------------------------------- |
| 1998     | $10.000                                  | Mia Buric                                | Bretchtje Bruls                          | 6:4, 3:6, 6:1                            |
| 1999     | $10.000                                  | Gréta Arn                                | Manisha Malhotra                         | walkover                                 |
| 2000     | $10.000                                  | Susi Bensch                              | Stephanie Gehrlein                       | 4:6, 6:2, 6:3                            |
| 2001     | $25.000                                  | Eva Birnerová                            | Sophie Erre                              | 3:6, 7:5, 6:4                            |
| 2002     | $25.000                                  | Selima Sfar                              | Anne Keothavong                          | 7:65, 2:6, 7:68                          |
| 2003     | $25.000                                  | Sofia Arvidsson                          | Tessy van de Ven                         | 3:6, 6:3, 6:3                            |
| 2004     | $25.000                                  | Margit Rüütel                            | Sybille Bammer                           | 3:6, 6:1, 7:5                            |
| 2005     | $25.000                                  | Kristina Barrois                         | Gréta Arn                                | 6:3, 3:6, 6:4                            |
| 2006     | $25.000                                  | Angelique Kerber                         | Kirsten Flipkens                         | 6:4, 6:2                                 |
| 2007     | $25.000                                  | Sofia Arvidsson                          | Katie O’Brien                            | 6:3, 6:1                                 |
| 2008     | $25.000                                  | Irina-Camelia Begu                       | Patricia Mayr                            | 2:6, 7:5, 7:61                           |
| 2009(1)  | $10.000                                  | Emma Laine                               | Stéphanie Vongsouthi                     | 4:6, 6:2, 7:62                           |
| 2009(2)  | $25.000                                  | Johanna Larsson                          | Melanie South                            | 6:1, 1:6, 6:3                            |
| 2010(1)  | $10.000                                  | Sarah Gronert                            | Julia Babilon                            | 2:6, 6:2, 6:1                            |
| 2010(2)  | $25.000                                  | Karolína Plíšková                        | Eirini Georgatou                         | 3:6, 6:0, 6:3                            |
| 2011(1)  | $10.000                                  | Jasmina Tinjić                           | Naomi Broady                             | 6:2, 6:2                                 |
| 2011(2)  | $25.000                                  | Claire Feuerstein                        | Yvonne Meusburger                        | 6:3, 6:1                                 |
| 2012(1)  | $10.000                                  | Alison Van Uytvanck                      | Francesca Stephenson                     | 6:3, 6:0                                 |
| 2012(2)  | $25.000                                  | Samantha Murray                          | Alison Van Uytvanck                      | 6:3, 2:6, 6:3                            |
| 2013     | $10.000                                  | Tara Moore                               | Myrtille Georges                         | 6:4, 6:1                                 |
| 2014     | $10.000                                  | Tara Moore                               | Myrtille Georges                         | 6:3, 6:1                                 |
| 2015     | $25.000                                  | Kristýna Plíšková                        | Ana Bogdan                               | 6:2, 6:2                                 |
| 2016     | $10.000                                  | Anna Zaja                                | Maia Lumsden                             | 6:4, 6:3                                 |
| 2017     | $15.000                                  | Petra Krejsová                           | Bibiane Schoofs                          | 2:6, 7:5, 6:4                            |
| 2018     | $25.000                                  | Paula Badosa                             | Maia Lumsden                             | 2:6, 6:1, 6:3                            |
| 2019     | W25                                      | Jessika Ponchet                          | Mariam Bolkvadze                         | 6:3, 6:1                                 |
| 2020     | W25                                      | Clara Tauson                             | Wiktorija Tomowa                         | 6:4, 6:0                                 |
| 2021     | auf Grund der COVID-19-Pandemie abgesagt | auf Grund der COVID-19-Pandemie abgesagt | auf Grund der COVID-19-Pandemie abgesagt | auf Grund der COVID-19-Pandemie abgesagt |
| 2022 (1) | W25                                      | Sonay Kartal                             | Barbora Palicová                         | 7:65, 7:5                                |
| 2022 (2) | W60                                      | Yuriko Miyazaki                          | Heather Watson                           | 5:7, 7:65, 6:2                           |
| 2023 (1) | W25                                      | Marie Benoît                             | Heather Watson                           | 3:6, 6:4, 6:1                            |
| 2023 (2) | W60                                      | Darija Snihur                            | Mona Barthel                             | 6:4, 6:4                                 |

### Doppel
| Jahr     | Kategorie                                | Siegerinnen                                    | Finalgegnerinnen                               | Ergebnis                                 |
| -------- | ---------------------------------------- | ---------------------------------------------- | ---------------------------------------------- | ---------------------------------------- |
| 1998     | $10.000                                  | Eva Dyrberg Lydia Steinbach                    | Helen Crook Victoria Davies                    | 6:4, 5:7, 6:3                            |
| 1999     | $10.000                                  | Lizzie Jelfs Karen Nugent                      | Gréta Arn Manisha Malhotra                     | walkover                                 |
| 2000     | $10.000                                  | Anna Hawkins Abigail Tordoff                   | Julia Smith Remi Tezuka                        | 6:2, 6:2                                 |
| 2001     | $25.000                                  | Leslie Butkiewicz Patty Van Acker              | Helena Ejeson Eva Erbová                       | 6:2, 6:2                                 |
| 2002     | $25.000                                  | Yvonne Doyle Elsa O’Riain                      | Sarah Stone Samantha Stosur                    | 6:2, 6:4                                 |
| 2003     | $25.000                                  | Kim Kilsdonk Nicole Kriz                       | Leanne Baker Francesca Lubiani                 | 7:5, 6:2                                 |
| 2004     | $25.000                                  | Leanne Baker Francesca Lubiani                 | Claire Curran İpek Şenoğlu                     | 6:3, 5:7, 6:4                            |
| 2005     | $25.000                                  | Elena Baltacha Margit Rüütel                   | Anne Keothavong Karen Paterson                 | 6:3, 62:7, 6:2                           |
| 2006     | $25.000                                  | Veronika Chvojková Līga Dekmeijere             | Katie O’Brien Margit Rüütel                    | 6:4, 6:3                                 |
| 2007     | $25.000                                  | Sofia Arvidsson Johanna Larsson                | Veronika Chvojková Kathrin Wörle               | 6:3, 6:2                                 |
| 2008     | $25.000                                  | Stefania Boffa Amanda Elliott                  | Laura-Ioana Andrei Irina-Camelia Begu          | 6:4, 7:63                                |
| 2009(1)  | $10.000                                  | Sandra Klemenschits Claudine Schaul            | Nicolette van Uitert Viktoria Yemialyanava     | 6:3, 4:6, [10:7]                         |
| 2009(2)  | $25.000                                  | Emma Laine Melanie South                       | Evelyn Mayr Julia Mayr                         | 6:3, 6:2                                 |
| 2010(1)  | $10.000                                  | Victoria Larrière Anna Smith                   | Nicole Clerico Liana Ungur                     | 6:4, 6:4                                 |
| 2010(2)  | $25.000                                  | Karen Barbat Julia Mayr                        | Eirini Georgatou Walerija Sawinych             | walkover                                 |
| 2011(1)  | $10.000                                  | Ulrikke Eikeri Isabella Schinikowa             | Teodora Mirčić Jasmina Tinjić                  | 6:4, 6:4                                 |
| 2011(2)  | $25.000                                  | Emma Laine Kristina Mladenovic                 | Yvonne Meusburger Stephanie Vogt               | 6:2, 6:4                                 |
| 2012(1)  | $10.000                                  | Anna Fitzpatrick Samantha Murray               | Alexandra Walker Lisa Whybourn                 | 6:2, 6:3                                 |
| 2012(2)  | $25.000                                  | Justyna Jegiołka Diāna Marcinkēviča            | Nicole Clerico Anna Zaja                       | 6:2, 6:1                                 |
| 2013     | $10.000                                  | Tara Moore Melanie South                       | Anna Smith Francesca Stephenson                | 7:65, 6:3                                |
| 2014     | $10.000                                  | Jocelyn Rae Anna Smith                         | Martina Borecká Tereza Malíková                | 4:6, 6:2, [10:4]                         |
| 2015     | $25.000                                  | Corinna Dentoni Claudia Giovine                | Tara Moore Conny Perrin                        | 0:6, 6:1, [10:7]                         |
| 2016     | $10.000                                  | Nina Stadler Kimberley Zimmermann              | Fatma Al-Nabhani Anna Zaja                     | 6:2, 7:67                                |
| 2017     | $15.000                                  | Jocelyn Rae Anna Smith                         | Laura-Ioana Andrei Petra Krejsová              | 6:3, 6:2                                 |
| 2018     | $25.000                                  | Ysaline Bonaventure Valentini Grammatikopoulou | Dalma Gálfi Katarzyna Piter                    | 7:5, 6:4                                 |
| 2019     | W25                                      | Lesley Kerkhove Anna Zaja                      | Freya Christie Jana Fett                       | 6:4, 3:6, [10:3]                         |
| 2020     | W25                                      | Myrtille Georges Kimberley Zimmermann          | Lara Salden Clara Tauson                       | 7:62, 7:65                               |
| 2021     | auf Grund der COVID-19-Pandemie abgesagt | auf Grund der COVID-19-Pandemie abgesagt       | auf Grund der COVID-19-Pandemie abgesagt       | auf Grund der COVID-19-Pandemie abgesagt |
| 2022 (1) | W25                                      | Quinn Gleason Catherine Harrison               | Justina Mikulskytė Valeria Savinykh            | 6:4, 6:1                                 |
| 2022 (2) | W60                                      | Freya Christie Ali Collins                     | Irene Burillo Escorihuela Andrea Lázaro García | 6:4, 6:1                                 |
| 2023 (1) | W25                                      | Maia Lumsden Ella McDonald                     | Dominika Šalková Anna Sisková                  | 3:6, 6:1, [13:11]                        |
| 2023 (2) | W60                                      | Francisca Jorge Maia Lumsden                   | Freya Christie Olivia Gadecki                  | 6:3, 6:1                                 |